# Aratar
Aratar (v quenijštině Vyvýšení) bylo označení pro osm nejmocnějších Valar ve fiktivním světě J. R. R. Tolkiena.
V celém Silmarillionu se tento pojem vyskytuje jen jednou: „Největší moc a vážnost mělo mezi nimi (=Valar) devět, ale jeden se k nim již nepočítá a zůstává jich osm – Aratar, Vznešení Ardy: Manwë a Varda, Ulmo, Yavanna a Aulë, Mandos, Nienna a Oromë. Přestože Manwë je jejich král a je pro ně zástupcem Eruovým, v majestátu jsou si rovni a nesrovnatelně předčí jiné, ať z Valar nebo z Maiar či z jakéhokoli jiného řádu, který Ilúvatar poslal do Eä.“ - Silmarillion, Valaquenta

## Jednotliví Aratar

### Manwë Súlimo
Král větru, jenž sídlí se svou chotí Vardou v Ilmarinu, „domě výšinných vánků“, na vrcholu hory Taniquetil. Je pánem všeh větrů, vichřic a vánků, vládne všem rychlým ptákům, kteří mu donášejí zprávy o dění ve světě. Tituluje se jako Pán říše Ardy a všech, kdo na ní dlí.

### Varda
Paní hvězd, již elfové nazývají Elbereth. Nepopsatelně krásná. Sídlí po boku Manwëho na Taniquetilu. Ze všech ras na zemi ji nejvíce milují elfové, neboť zář jejích právě rozsvícených hvězd byla to první, co po Probuzení zahlédli.

### Ulmo
Pán vod, osamocený obyvatel hlubokých moří okolo země a pod zemí. Málokdy přichází do Valinoru, ve Válkách o Klenoty se na rozdíl od ostatních Valar neodvrátil od elfů a stále se jim snažil pomoci.

### Yavanna Kementári
Královna Země, Dárkyně plodů, Paní všeho živého v Ardě. Mazi královnami Valar druhá po Vardě. Stvořila enty.

### Aulë
Božský kovář, patron všeho, co je pod zemí, mistr všech řemesel. Stvořil trpaslíky.

### Námo
Pán smrti, známější pod jménem Mandos. Strážce Domu Mrtvých, hlasatel soudu Valar. Sídlí v síních Mandosu, kam odchází duše mrtvých elfů.

### Nienna
Plačící, Námova sestra. Její je všechen žal nad věcmi, spáchanými Melkorem. Patronka soucitu. Sídlí na západním konci Valinoru, na kraji světa.

### Oromë
Lovec, jezdec na koni Naharovi. Miluje širé kraje Středozemě, často jimi projíždí a troubí na svůj válečný roh Valarómu. Ozvěny tohoto rohu jsou prý slyšet po celých Vnitřních zemích, dodává odvahu k boji proti Zlu.